# Wierchnij Most
Wierchnij Most (ros. Верхний Мост) – wieś (dieriewnia) w Rosji, w obwodzie pskowskim, w rejonie porchowskim. W 2010 liczyła 432 mieszkańców.